# Palmetto (Louisiana)
Palmetto és una població dels Estats Units a l'estat de Louisiana. Segons el cens del 2000 tenia 188 habitants.

## Demografia
Segons el cens del 2000, Palmetto tenia 188 habitants, 75 habitatges, i 48 famílies. La densitat de població era de 80,7 habitants/km².
Dels 75 habitatges en un 32% hi vivien nens de menys de 18 anys, en un 38,7% hi vivien parelles casades, en un 21,3% dones solteres, i en un 34,7% no eren unitats familiars. En el 34,7% dels habitatges hi vivien persones soles el 14,7% de les quals corresponia a persones de 65 anys o més que vivien soles. El nombre mitjà de persones vivint en cada habitatge era de 2,51 i el nombre mitjà de persones que vivien en cada família era de 3,24.
Per edats la població es repartia de la següent manera: un 31,9% tenia menys de 18 anys, un 9% entre 18 i 24, un 22,3% entre 25 i 44, un 18,6% de 45 a 60 i un 18,1% 65 anys o més.
L'edat mediana era de 33 anys. Per cada 100 dones de 18 o més anys hi havia 80,3 homes.
La renda mediana per habitatge era de 28.750 $ i la renda mediana per família de 38.125 $. Els homes tenien una renda mediana de 32.917 $ mentre que les dones 11.250 $. La renda per capita de la població era de 7.787 $. Entorn del 31,7% de les famílies i el 36,2% de la població estaven per davall del llindar de pobresa.

## Poblacions més properes
El següent diagrama mostra les poblacions més properes.